# Gubernija
Gubernija (rusko губе́рния, gubérnija) je bila velika in osnovna upravna podenota Ruskega carstva in zgodnje Ruske sovjetske federativne socialistične republike in Ukrajinske sovjetske socialistične republike. Izraz se pogosto prevaja tudi kot provinca. V gumerniji je vladal guverner (rusko губернатор, gubernator). 
Izraz izhaja iz latinskega izraza gubernator, ta pa iz grškeg kybernetes. Izraz gubernija se je včasih uporabljal tudi za guvernerjev urad.
Nekatere gubernije so bile združene pod pooblačenim guvernerjem. Takšne so bile na primer Velika kneževina Finska, Kongresna Poljska, Ruski Turkestan in druge. Obstajali so tudi vojaški guvernerji, na primer v Kronštatu, Vladivistoku in drugod. Razen gubernij so obstajale tudi druge upravne enote, na primer oblasti in okrožja.

## Prva reforma
Peter Veliki je z odlokom leta 1708 Rusko carstvo razdelil na osem gubernij. Imenoval jih je po njihovih glavnih mestih.

## Druga reforma
Leta 1718 so bile gubernije razdeljene na province. Kasneje se je število gubernij povečalo na 23.
| Gubernije Ruskega carstva (1708–1726)                                               |          |          |         |         |             |             |                  |                  |      |      |          |          |          |          |      |      |       |       |
| 1708–1710                                                                           | Kazan    | Kazan    | Kazan   | Kazan   | Kazan       | Kazan       | Ingermanland     | Ingermanland     | Azov | Azov |          |          | Smolensk | Smolensk |      |      |       |       |
| 1710–1713                                                                           | Kazan    | Kazan    | Kazan   | Kazan   | Kazan       | Kazan       | Sankt Petersburg | Sankt Petersburg | Azov | Azov |          |          | Smolensk | Smolensk |      |      |       |       |
| 1713–1714                                                                           | Kazan    | Kazan    | Kazan   | Kazan   | Kazan       | Kazan       | Sankt Petersburg | Sankt Petersburg | Azov | Azov | Moskva   | Moskva   | Moskva   | Riga     | Riga | Riga |       |       |
| 1714–1717                                                                           |          |          |         |         | N. Novgorod | N. Novgorod | Sankt Petersburg | Sankt Petersburg | Azov | Azov | Moskva   | Moskva   | Moskva   | Riga     | Riga | Riga |       |       |
| 1717–1719                                                                           | Astrahan | Astrahan |         |         |             |             | Sankt Petersburg | Sankt Petersburg | Azov | Azov | Moskva   | Moskva   | Moskva   | Riga     | Riga | Riga |       |       |
| 1719–1725                                                                           | Astrahan | Astrahan |         |         | N. Novgorod | N. Novgorod | Sankt Petersburg | Sankt Petersburg | Azov | Azov | Moskva   | Moskva   | Moskva   | Riga     | Riga | Riga | Reval | Reval |
| 1725–1726                                                                           | Astrahan | Astrahan | Voronež | Voronež | N. Novgorod | N. Novgorod | Sankt Petersburg | Sankt Petersburg |      |      | Moskva   | Moskva   | Moskva   | Riga     | Riga | Riga | Reval | Reval |
| 1726                                                                                | Astrahan | Astrahan | Voronež | Voronež | N. Novgorod | N. Novgorod | Sankt Petersburg | Sankt Petersburg |      |      | Smolensk | Smolensk |          |          |      |      | Reval | Reval |
| Guberjija Arhangelgorod, Kijev in Sibirija se v obdobju 1708–1726 niso spreminjale. |          |          |         |         |             |             |                  |                  |      |      |          |          |          |          |      |      |       |       |

## Spremembe po  letu 1775: Namestništvo
Z reformo leta 1775 so bile gubernije razdeljene na ujezde (уезды), ki so temeljili na številu prebivalcev. Naziv gubernija je bil zamenjan z ruskim izrazom namestništvo (наместничество, namestničestvo), ki se včasih prevaja kot podkraljestvo. Izraz gubernija je kljub temu še ostal v rabi. Guverner namestništva se je imenoval  namestnik (наместник, namestnik) ali generalni guverner (генерал-губернатор, general-gubernator). Za gubernature z generalnim guvernerjem se je razvil izraz generalna gubernatura (генерал-губернаторство, general-gubernatorstvo). Urad generalnega guvernerja je imel več pooblastil kot urad guvernerja. Generalni guverner je včasih upravljal več gubernij.
Z ukazom Ruskega senata 31. decembra 1796 je bil položaj generalnega guvernerja degradiran na položaj guvernerja. Rusija je bila ponovno razdeljena na gubernije, ki so se delile  na ujezde in ujezdi na oblasti (волость, volost). Nenaj generalnih gubernij se je kljub temu ohranilo do ruske revolucije leta 1917. 

## Kongresna Poljska
Kongresna ali Ruska Poljska, uradno Poljsko kraljestvo, je bila ustanovljena po Dunajskem kongresu leta 1815 kot suverena država. Do upora leta 1831 je bila v personalni uniji z ruskim carjem, po tem letu pa je bila prisilno vključena v rusko carstvo.
Leta 1816 razdeljena na osem vojvodstev, ki so bila leta 1837 reorganizirana v osem gubernij s središči Lomža, Kališ, Kielce, Lublin, Varšava, Plock, Siedlce in Radom. V obdobju od leta 1844 do 1867 je bilo nekaj gubernij združenih v samo pet gubernij. Leta 1867 je bila reorganizirana v deset gubernij, ki so bile leta 1893 in 1912 nekoliko reorganizirane. Po prvi svetovni vojni je na tem ozemlju nastala Druga poljska republika.

## Finska
Velika vojvodina Finska je bila od leta 1809 do 1917 del Ruskega carstva in kot taka po ruskem zgledu razdeljena na gubernije (finsko lääni, švedsko län). Gubernija Viborg je bil k Finski priključena šele leta 1812. 
Po letu 1831 je bilo na Finskem osem gubernij: Åbo och Björneborg, Kuopio, Nikolaistad, Nyland, St. Michel, Tavastehus, Uleåborg in Viborg. Leta 1920 je Finska postala samostojna država.

## Ukrajina
Ukrajina je bila od leta 1918 do 1925 razdeljena na osem gubernij: Černigiv, Katerinoslav, Kijev, Harkov, Herson, Podolje, Poltava in Volinija.

## Spremembe po ruskih revolucijah
Po februarski revoluciji leta 1917 je začasna ruska vlada preimenovala gubernatorje v gubernijske komisarje. Po oktobrski revoluciji se gubernije ozemeljsko niso spremenile, njihove upravne aparate pa so zamenjali gubernijski sovjeti (губернский совет).
Upravne enote Sovjetske zveze so doživele veliko organizacijskih spremeb, zlasti v obdobju 1918–1929. Zaradi elektrifikacije Sovjetske zveze v okviru načrta GOELRO je načelnik reorganizacijske komisije Ivan Aleksandrov državo racionalno  razdelil na trinajst evropskih in osem azijskih oblasti, ki niso povsod upoštevale nacionalnih interesov prebivalstva. Leta 1929 je bila država reorganizirana v oblasti, okruge in rajone.
V posovjetskih republikah, na primer v Rusiji in Ukrajini, je izraz gubernija zastarel, naziv gubernator za guvernerje oblasti in krajev pa se je ohranil. 

## Druga raba
Izraz gubernija se še vedno uporablja za posebno vrsto posesti v Litvi v obdobju Ruskega carstva do leta 1917.

## Sklic
1. ↑  Ekonomicheskoe raionirovanie Rossii.  Gosplan. Moskva, 1921.